# Médiathèque Marcel-Pagnol
La médiathèque Marcel-Pagnol est la médiathèque municipale d’Aubagne. Construite par l’architecte Victor Morabia, elle ouvre ses portes le 15 juin 1975 et elle est baptisée en l’honneur de Marcel Pagnol, natif d’Aubagne.

## Histoire
En 1947, une bibliothèque de 80 m2, gérée en tant qu’association loi de 1901, est créée au cœur de la vieille ville d’Aubagne, sur la place de Guin. Après inspection et accord de la Direction du Livre et de la Lecture, une délibération municipale, présidée par Edmond Garcin, alors maire de la ville, décide de construire la nouvelle bibliothèque à l’angle du chemin de Riquet (terrain Gaimard) et de l’avenue du Lieutenant-Flandi.
C’est donc le 15 juin 1975 que la bibliothèque Marcel-Pagnol ouvrira ses portes. En novembre 1981, un bibliobus est mis en circulation à travers toute la ville, remplacé en mars 1997 par le médiabus. En février 1999, la médiathèque Marcel-Pagnol ouvre son Espace Musique et Cinéma et, dans les années 2000, étend ses locaux en agrandissant cet espace et en créant de nouveaux bureaux pour le service « Ville – Lecture ».

## Services et espaces
Désormais située à 10 minutes à pied du centre ville, la médiathèque Marcel-Pagnol se trouve à proximité d’établissements scolaires (maternelle, primaire, secondaire), d’une crèche, d’une Maison des jeunes et de la culture, des Ateliers Thérèse Neveu et de l'Association de quartier Bernard Palissy. Elle dispose également d’un parking pour le personnel et les usagers.
Tous les espaces de la médiathèque Marcel-Pagnol bénéficient :
- d’un libre accès aux documents
- d’un service informatisé des prêts par le logiciel SIGB Aloès de la société Opsys
- d’une consultation des catalogues
- d’une recherche bibliographique informatisée
- de la classification décimale de Dewey

Les conditions générales d’accès sont :
- la gratuité y compris pour les lecteurs extérieurs à la commune
- l’inscription sur présentation d’une pièce d’identité, d’un justificatif de domicile ainsi que d’une autorisation parentale pour les enfants de moins de 15 ans

La durée de prêt des documents est de trois semaines.
Pour ce qui est des horaires, la médiathèque est fermée le dimanche et le lundi et prévoit une fermeture annuelle d’une semaine pendant la période de Noël. La médiathèque Marcel-Pagnol est ouverte 33 heures par semaine pendant ses horaires d’hiver et 21 heures 30 pendant les horaires d’été (de fin juin à début septembre).
Construit sur deux étages et un sous-sol, la superficie totale du bâtiment est de 1 491 m2. Les espaces publics (918 m2) de la médiathèque Marcel-Pagnol se situent au rez-de-chaussée et au premier étage.

Le rez-de-chaussée comprend :
- Le hall d’accueil et d’exposition (54 m2)
- L’espace jeunesse (167 m2)
- L’espace musique et cinéma (105 m2)
- Le médiabus
- La salle polyvalente (62 m2)

Le premier étage comprend :
- L’espace adultes (370 m2)
- L’espace documentation (160 m2)

Les services internes sont répartis sur les trois niveaux (1er étage, rez-de-chaussée et sous-sol):
- Les bureaux
- La manutention du secteur médiabus
- La cuisine
- Les magasins en sous-sol
- Le garage du médiabus
- La chaufferie
- La salle des archives et du fonds Guasco

## Le fonds patrimonial Antoine Guasco

### Historique de la donation
Antoine Guasco, marseillais né en 1913 et décédé en 2009, se qualifiait lui-même de "modeste primaire, autodidacte [...] passionné de folklore et de culture régionaliste." Collectionneur invétéré, il possédait une collection riche et dense de documents divers. En 1999, Antoine Guasco et son épouse Marthe Guasco décident de faire don de leur collection à la ville d’Aubagne dans un souci d’éducation populaire.
Étant en lien avec l’association des Amis du Vieil Aubagne, Antoine Guasco et son épouse ont donc confié leur collection à l’association.
Par la suite, un contrat de donation a été établi entre Antoine Guasco et la ville. Le fonds a donc été pris en charge par la médiathèque municipale Marcel-Pagnol avec l’aide de la municipalité et de l’association les Amis du Vieil Aubagne. Ainsi, au dernier trimestre 1999, les documents ont été récupérés chez M. et Mme Guasco et un premier inventaire a été effectué lors de ce déménagement. En 2001, un second inventaire sous le logiciel Excel a été réalisé, avant son transfert, en janvier 2002, sous Unimarc avec le logiciel Opsys. Par la suite, une indexation par sujet de tous les documents a été entamée, afin de permettre une recherche thématique. Les documents catalogués sont accessibles en ligne sur le site de la médiathèque Marcel-Pagnol.

### Contenu du fonds
Le fonds patrimonial Antoine Guasco est une collection d’environ 3500 documents portant sur des sujets divers. Cependant, le thème récurrent est l’étude du folklore en Provence, mais aussi dans d’autres régions de France et du monde. Certains ouvrages anciens datent du XIXe et du XVIIIe siècle, voire du XVIIe siècle.
Le fonds contient :
- des ouvrages
- des revues
- des partitions et paroles de chanson
- des coupures de journaux
- des recueils et cahiers réalisés à la main
- des disques vinyle
- des documents divers

### La collection de partitions et paroles de chanson du fonds
La collection de partitions et paroles de chansons du fonds patrimonial Antoine Guasco contient 372 partitions et 74 paroles de chansons. Il s’agit de partitions de genres divers mais essentiellement de musique provençale et de chansons françaises :
- partitions de chants populaires provençaux
- partitions de musique instrumentale provençale
- partitions de chants religieux provençaux
- partitions de chants populaires français
- partitions de chants religieux français
- partitions de musique traditionnelle de France
- partitions de musique instrumentale
- partitions de chants folkloriques du monde
- partitions de musique instrumentale à danser
- méthodes

Ces genres contiennent eux-mêmes plusieurs thématiques. Les chants populaires provençaux comprennent :
- des chants dédiés à un lieu ou une personne
- des chansons sur les métiers
- des poèmes de Frédéric Mistral mis en musique
- des chants provençaux à danser
- des romances
- des chansons sur la nature
- des pastourelles
- des chansons mettant en scène un objet ou un animal
- des chansons d'amour
- des chansons comiques et grivoises
- des chansons sur le bonheur
- des chansons d'amour tragique
- des chansons sur les relations de couple
- des chansons à boire et à manger
- des chansons diverses

Les partitions de musique instrumentale provençale contiennent :
- des partitions de musique pour galoubet et tambourin provençal
- des partitions de pastorales et pastourelles provençales instrumentales
- des partitions de musique instrumentale de fêtes traditionnelles
- des partitions de musique instrumentale provençale diverses

Les partitions de chants religieux provençaux sont répartis en :
- Noëls provençaux
- pastorales provençales
- cantiques provençaux
- messes et pèlerinages en provençal
- chants religieux provençaux divers

Les partitions de chants populaires français ont de plusieurs thématiques :
- airs d'opéras et d'opérettes
- chansons sur la nature
- chansons d'amour
- chants populaires français sur la Provence
- chansons françaises d'amour heureux
- chansons comiques et grivoises
- chansons mettant en scène un objet ou un animal
- chansons françaises sur la criminalité
- chansons d'amour tragique
- chants sur Noël
- chansons sur le bonheur
- chants de marins
- chants de soldats
- chansons macabres et tragiques en français
- chants de la Résistance
- chansons à boire et à manger
- pastourelles
- chants populaires français divers

Les quelques partitions de chants religieux français se décomposent en :
- cantiques français
- Noëls français
- prières chantées en français
- chants religieux français divers

Les partitions de musique traditionnelle de France sont classées par région française :
- musique traditionnelle du Roussillon
- musique traditionnelle occitane
- musique traditionnelle de Bretagne
- musique traditionnelle du Limousin
- musique traditionnelle de Gascogne
- musique traditionnelle de Normandie
- musique traditionnelle des Cévennes
- musique traditionnelle de la Bresse
- musique traditionnelle des Pyrénées
- musique traditionnelle de Corse

Les partitions de musique instrumentale comprennent :
- des partitions pour cornet à pistons
- des partitions pour fanfare et orchestre d'harmonie
- des partitions de musique instrumentale religieuse
- des partitions de musique instrumentale traditionnelle catalane
- des partitions d'airs d'opéra et d'opérette
- des partitions de musique instrumentale diverse

Les partitions de chants folkloriques du monde sont également réparties géographiquement :
- chants folkloriques du Canada
- chants folkloriques de Suisse
- chants folkloriques germaniques et scandinaves
- chants folkloriques des pays de langue française
- chants folkloriques des pays latins
- chants folkloriques des pays de langue anglaise
- chants folkloriques des pays slaves
- chants folkloriques du Caucase
- chants folkloriques divers

Les partitions de musique instrumentale à danser sont classées par type de danse :
- marche (musique)
- mazurka
- ronde
- quadrille
- scottish
- valse
- polka
- danse du foulard
- rigaudon
- gavotte
- farandole
- fricassée (musique)
- danses diverses

Les méthodes de musique contiennent :
- des méthodes de musique vocale
- des méthodes de solfège
- des méthodes instrumentales pour galoubet et tambourin
- des méthodes instrumentales pour flûte
- des méthodes instrumentales pour cornet à pistons
- des méthodes instrumentales pour flageolet

La collection est composée de recueils et de partitions isolées. Les documents sont édités, dactylographiés, manuscrits, ou encore tirés de revues et de journaux.
Parallèlement aux partitions, le fonds contient un dossier consacré à la pastorale provençale, essentiellement la pastorale Maurel, ainsi que des coupures de journaux liés à la musique provençale.